# Stellaris
Stellaris — відеогра жанру глобальної стратегії, розроблена Paradox Development Studio і початково видана Paradox Interactive 9 травня 2016 року для Microsoft Windows, OS X і Linux. 26 лютого 2019 випущено версії для PlayStation 4 та Xbox One.
Гравець керує обраною космічною державою, розбудовує її, захищає від ворогів та досліджує галактику з метою привести державу до поставленої мети. Періодично гра оновлюється, додаються нові можливості або видаляються старі, змінюються принципи, завдання, оформлення тощо.

## Ігровий процес

Карта галактики: володіння гравця біля сусідньої цивілізації

### Цивілізації та галактика
На початку гравцеві пропонують обирати расу істот (з-поміж яких є й людство планети Земля) із наперед визначеними притаманними їм філософією, формою правління, правителем, рідною планетою, технологіями. Також можна почати гру з випадковими параметрами або налаштувати всі особливості цивілізації вручну: вигляд істот, їх назву, рідну планету, геральдику, лідера, спосіб життя, переконання і т. д. Важлива роль надається філософії, яка визначає подальші схильності та обмеження, і суспільним принципам, які поєднують переконання щодо релігії, свободи волі, агресивності та ін. Потім визначаються тип і розмір галактики, складність гри, дати початку криз.
Гра починається в умовному 2200 році з однієї системи, звідки вирушають розвідувальні, будівельні та колонізаційні кораблі до сусідніх зір. Час рахується за роками, місяцями й днями, плинучи в обраному масштабі до реального часу. За нормальної швидкості гри один ігровий день дорівнює одній секунді реального часу.
Міжзоряні подорожі відбуваються спочатку з допомогою технології викривлення простору вздовж ліній, котрі поєднують зорі. Пізніше відкриваються польоти крізь червоточини та міжпросторові брами колишніх цивілізацій, телепортація. Для експедицій, колонізації, оборони й військової експансії на орбітальних портах будують флоти. Кораблі проєктують в особливому редакторі, де до базових моделей додають потрібне озброєння й обладнання.
У космосі будують станції з метою добування ресурсів, досліджень, оборони. Біля кожної зорі можна побудувати одну зоряну базу, яку з часом можна розбудувати для оборони, конструювання, ремонту й переоснащення кораблів чи для впливу на економіку або науку. Кордони визначаються зонами впливу навколо зоряних баз. Коли кордони двох цивілізацій межують, переважає та, що має більше планет.
Із численних планет лише окремі придатні для колонізації, але на багатьох можна виявити цінні ресурси, корисні чи небезпечні аномалії або місцеву цивілізацію. Із часом деякі планети можна терраформувати в більш-менш придатний тип, що дозволяє колонізувати і їх. Наприклад, арктичну планету можна перетворити на океанічну або тундрову.
Перемога в початкових версіях гри досягалася або колонізацією/завоюванням 40 % усіх придатних для життя планет, або асиміляцією/знищенням усіх інших космічних держав, або входженням до федерації, яка володіє 60 % галактики. Із версії 2.2 перемагає  незалежна держава, котра до встановленого року (стандартно — до 2500-го) набере найбільше очок. На підрахунок впливають успіхи держави в різних аспектах, таких як розмір, кількість населення, розвиток економіки, технологій і т. ін.

### Розвиток цивілізації
Цивілізація потребує певних ресурсів для свого розвитку. Енергія необхідна для діяльності машин; Мінерали використовуються для будівництва; Їжа потрібна для підтримання життя та зростання населення; Вплив потрібен для політичних дій; Єдність слугує для відкриття «традицій», що дають загальнодержавні бонуси. Крім них існують стратегічні ресурси, потрібні для створення особливо потужних і складних будівель, космічних кораблів, і дають бонуси в різних сферах життя. До прикладу, темна матерія збільшує видобуток енергії та розвиток науки, а екзотичні гази пришвидшують польоти кораблів. Ресурсами можна торгувати з іншими цивілізаціями та обмінювати одні на інші.
Кожна з колонізованих планет має загальні райони та комірки, де зводяться унікальні споруди. Райони поділяються на міські (збільшують комерційну цінність планети, надають послуги), генераторні (виробляють енергію), гірничодобувні (виробляють мінерали) та агрокультурні (виробляють їжу). Споруди дають особливі переваги: виробляють рідкісні ресурси, просувають науку, зменшують злочинність і т. д. Також кожен район надає житло. Планета може мати унікальні риси, які роблять її більш чи менш вигідною в різних аспектах. 
Населення поділяється на класи: правителів, спеціалістів (вчені, правоохоронці, медики та ін.) і робітників (фермери, шахтарі тощо). Що більше населення, то більше районів і споруд може звести гравець, однак обмеження накладається як розміром планети, так і її особливостями (частину останніх можна усунути за рахунок витрати ресурсів). Населення зростає, коли має надлишок їжі та не обмежується в правах і потребах. У перших версіях гри поверхня планети поділялася на комірки, діяльність яких потребувала заселення, а населення зростало при надлишку їжі.
Щомісяця держава отримує певну кількість очок науки, що залежить від кількості дослідних станцій і наукових установ. Розвиток технологій поділено на три напрями: Фізика (добування енергії, зброя, сенсори, комп'ютери тощо), Соціологія (колонізація, управління, адаптація), Інженерія (добування ресурсів, космонавтика, робототехніка). Вивчаючи в кожному з них якусь галузь за очки науки, держава отримує одну чи кілька конкретних розробок, які може впровадити. Розробки обмежуються типом цивілізації та даються випадково. Деякі можна отримати шляхом зворотного інженерингу зі знайдених уламків чи решток споруд.
Населення планет має рівень щастя, який визначає продуктивність. Щастя залежить від забезпечення потреб населення, політичної ситуації, слідування обраній філософії. У міру розвитку науки, можна вдосконалювати населення, наділяти його новими рисами, створювати підвиди й надавати їм різні права.
Коли космічна держава розростається, об'єднуючи багато колоній, її подальше розширення починає негативно впливати на різні сфери життя. Гравець може впроваджувати поділ на автономні регіони, доручаючи управління ними штучному інтелекту. Можливо задати основні параметри регіону, такі як спеціалізація на чомусь чи розмір податків. Розвиваючи «традиції», гравець отримує бонуси та нові можливості для своєї держави. У кожній гілці існує кілька «традицій», які можна відкривати одна за одною.
Для виконання конкретних завдань наймають лідерів: губернаторів, адміралів, генералів, дослідників. Усі лідери мають певну тривалість життя, можуть помирати від старості або гинути через внутрішні й зовнішні конфлікти. Ці лідери мають як позитивні, так і негативні риси (наприклад, шкідливі звички, що зменшують тривалість їх життя). Гравець здатний підтримати когось із лідерів та привести його до влади. Деякі галузі діють і без лідерів, однак гірше, інші — перебувають у застої. Так, дослідження відбуваються й без керівників у цій галузі, але обстеження планет без них неможливо.
Із часом космічна держава так розростається, що в різних її регіонах формуються різні менталітети. Можуть початися сепаратистські рухи, а нові технології здатні спричиняти лиха. Так, на пізніх етапах ігрової партії можливі повстання штучного інтелекту або вторгнення прибульців із паралельних вимірів, викликані надмірним використанням гіперпросторових двигунів. Кілька держав можуть сформувати альянс і вирішувати якісь проблеми разом.

### Військова справа
Битви відбуваються в реальному часі, але гравець не має безпосереднього контролю над військами (крім наказу відступати). Подібним чином відбувається завоювання та оборона планет, результат визначається складом армії, її озброєнням і наявністю фортифікацій. При цьому фортифікації вразливі для бомбардування з космосу, інтенсивність якого обирає гравець. Гравець може засилати на інші планети шпигунів і диверсантів, котрі при цьому можуть перейти на бік ворога. Розмір флоту автоматично впливає на ризик появи піратів, які можуть нападати на зоряні бази, шахти й дослідні станції.
Зоряні бази можуть оснащуватися оборонними платформами, що автоматично атакують ворогів. Дизайн оборонних платформ, як і кораблів, задається в спеціальному редакторі і вони можуть переоснащуватися.
Іноді в космосі з'являються вороже налаштовані флоти, які не належать конкретним гравцям (зграї космічних тварин, пірати чи дрони зниклих цивілізацій). Якщо гравець зуміє перемогти їх, то отримає корисну технологію. До прикладу, перемігши космічних амеб, держава отримає технологію регенерації корабельної броні.

### Дипломатія
Права на планетні системи заявляються будівництвом зоряних баз, які поширюють зону впливу. З часом держава знаходить інші цивілізації різного рівня розвитку, з якими рано чи пізно мусить налаштовувати відносини — дружні або ж ворожі. Ставлення вимірюється в очках та може бути позитивним і негативним. Гравець знаходить як старші держави, зазвичай сильні, але ізольовані, так і бачить зародження молодих. Налаштування стосунків з ними, так само як і внутрішня політика та встановлення баз, вимагає очок впливу, генерованих столицями, успішними діями й суперництвом. У початкових версіях гри існували посольства. Заснувавши посольство, держава отримувала доступ до торгівлі, укладення коаліції, оголошення війни. Із виходом оновлення 1.2 («Asimov») дипломатичні дії перестали потребувати посольств, на відносини стали впливати безпосередньо дії держав і їх переконання. В оновленні 3.0 посольства повернули, але їх функції значно обмежили. Недоброзичливі сусіди можуть відкликати посольство та висловлювати своє презирство до інших держав, особливо якщо їхні філософські погляди чи переконання протилежні. Так, мілітаристи зневажатимуть пацифістів, спіритуалісти — матеріалістів і навпаки.
Давні держави, звані «Полеглими імперіями», вирізняються надзвичайно високим рівнем розвитку. Вони володіють астроінженерними спорудами, а флоти мають технології, доступні гравцям лише на найвищому рівні розвитку. З уламків їхніх кораблів можливо добути певні корисні знання. «Полеглі імперії» не розширюють свого впливу й не будують нових флотів, лише відновлюючи втрачене. Кожна з них має свої обов'язки. Наприклад, існують імперії, що не допускають колонізації священних для них місць, або ж не дозволяють молодшим державам розвивати технології, які вважають небезпечними. Втім, такі держави можуть «пробудитися», відновивши експансію.
На деяких планетах мешкають дикуни або істоти, що тільки еволюціонують у розумні форми чи ще не опанували надсвітлові польоти. Залежно від світогляду, розвиненіша цивілізація може пасивно чи активно досліджувати їх — спостерігаючи на віддалі чи викрадаючи представників. Гравець може допомогти їм у розвитку і цим забезпечити вхід молодої цивілізації до складу своєї держави (зробити васалом), так само як і поневолити, таємно впливаючи на уряд.

## Розробка
Про розробку гри стало відомо на виставці Gamescom 6 серпня 2015 року, коли Paradox Interactive опублікували тизер-трейлер, присвячений дослідженням планет. Paradox Interactive вирішили, після історичних відеоігор (Crusader Kings, Europa Universalis, Victoria і Hearts of Iron) створити гру про майбутнє. Основна ідея описувалася як «Галактика давня й повна чудес», що передбачало різноманітність у всьому, від вигляду істот, які її населяють, до можливостей гравця. Дизайнер Томас Йоханссон на Gamescom зауважив: «Ми не намагаємося створити якийсь конкретний Всесвіт. Це може бути будь-який науково-фантастичний Всесвіт».
Візуальний стиль гри значною мірою визначив художник Кентаро Канамото, який створив ілюстрації для різних подій, таких як колонізація, життя міст, дослідження планет. Як розповідав артдиректор Фредрік Толл, розробники прагнули досягнути якомога більшої реалістичності, від деталізованих ілюстрацій до моделей кораблів, де кожну встановлену гармату гравець зможе побачити, розглядаючи їх зблизька. Разом із тим, зважаючи на розміри галактики, деякі аспекти довелося спростити. Так, типи планет залежать від свого розташування біля зір (наприклад, льодяні розташовані далеко, а пустельні — близько), але вони нерухомі на своїх орбітах. Анімовані портрети, які стали примітною особливістю Stellaris, складалися з окремих елементів, мальованих у Photoshop і анімованих у Maya. Тобто, технічно вони є тривимірними моделями з кількох площин, на кожній з яких розташовані відповідні елементи. Paradox Interactive передбачили можливість модифікації гри самими гравцями, від створення власних портретів до галактик для розігрування конкретних сценаріїв.
Stellaris стала доступною для попереднього замовлення 14 квітня 2016 року. Для тих, хто оформив його, стали доступні додаткові портрети, рінгтони й аватари для форумів. Тоді ж вийшов новий трейлер, який демонстрував ігровий процес.

## Підтримка та розвиток гри

### Оновлення
Після виходу Stellaris 9 травня стало відомо про роботу над значними оновленнями (крім патчів). До версії 3.3 оновлення називали іменами відомих письменників-фантастів, що писали про космос або на тему, якій присвячено оновлення: «Кларк», «Азімов», «Гайнлайн» і т. д., потім їх стали називати за сузір'ями.
20 серпня 2018 відбувся анонс версії Stellaris для консолей Xbox One та PlayStation 4.
Версія для Xbox One та PlayStation 4 була видана 26 лютого 2019 року. Вона має адаптований для керування з геймпада інтерфейс, а доповнення для неї видаються пізніше, ніж для ПК.
| Назва версії    | На честь                | Дата виходу       | Опис |
| --------------- | ----------------------- | ----------------- | --- |
| 1.1 Clarke      | Артура Кларка           | 1 червня 2016     | Виправлення помилок, численні зміни в балансі та дрібні вдосконалення. Зокрема, гравці отримали змогу написати історію своєї цивілізації на етапі її створення, налаштувати агресивність противників, вільно користуватися емблемами й портретами, які раніше були бонусними. Контакти з новими державами стали приносити вплив, технології почали дорожчати з кожним новим поселенням і планетою. Збільшилися швидкість руху й стрільби авіації, а також радіус атаки. Гравці змогли бачити населення колонізаційних кораблів, розширилися можливості до моддингу. Було оновлено текстури і введено додаткові ілюстрації подій. |
| 1.2 Asimov      | Айзека Азімова          | 27 червня 2016    | Численні вдосконалення дипломатії, візуальної складової та змінило етику фракції, виправлення балансу і помилок. Було скасовано посольства, вплив став залежати безпосередньо від дій держави, а дипломатія урізноманітнилася періодичними інцидентами. Кордони за замовчуванням стали відкритими, щоб не допускати блокування молодих цивілізацій сусідами. Перелік вимог до противника в разі оголошення війни розширився й став конкретнішим (так само, як і для укладання пактів). Завдання війни поповнилися такими пунктами як примусово відкрити кордони і принизити ворогів, наклавши негативні ефекти. Було перероблено діяльність федерацій, утримання її флоту стало відокремленим від економіки держав-учасників, але вони мусять віддавати частину власного флоту. Стало можливим визначати свій кодекс поведінки у війнах: які засоби держава вважає прийнятними й гідними. Зоряні системи отримали додаткові фони. Поведінка флотів оптимізувалася для більшої видовищності, а дальність дії зброї зросла. Додалися цивілізації-кочівники, які подорожують галактикою, спричиняючи різноманітні події. Кризи кінцевих етапів гри стали більш жорсткими, з сильнішими ворогами. Також розширилися можливості до моддингу. |
| 1.3 Heinlein    | Роберта Гайнлайна       | 20 жовтня 2016    | Випущено разом із доповненням «Leviathans». Воно додало автоматичні дослідження (як вдосконалення держави), точки збору для флотів, планування експансії держави і її секторів. Було перероблено систему стратегічних ресурсів у бік глобальнішого їх впливу, уточнено спеціалізацію кораблів, додано нові налаштування галактики при новій грі. Федерації отримали змогу досягати спільної перемоги, заволодівши 60 % галактики. «Полеглі імперії» тепер змогли пробуджуватися, відновлюючи експансію на галактику, а також давати завдання й винагороджувати за їх виконання. Придатність планет до життя стала оцінюватися скоріше за подібністю клімату (до рідної планети цивілізації), а не за її орбітою. Також додалися два нових типи планет: альпійські та саванні. Оновлення урізноманітнило портрети гуманоїдних істот. |
| 1.4 Kennedy     | Дугласа Кеннеді         | 5 грудня 2017     | Змінило ігровий баланс, передусім в економіці, і вдосконалило ШІ. |
| 1.5 Banks       | Ієна Бенкса             | 6 квітня 2017     | Стали доступні нові етики, вдосконалення інтерфейсу, унікальні розфарбовування кораблів, щоб візуально відрізняти флоти держав однакового типу істот. Туди ж увійшли окремі права груп населення та вдосконалене управління ресурсами. |
| 1.6 Adams       | Дугласа Адамса          | 9 травня 2017     | Додано закинуті астроінженерні споруди, які можна відновити, вдосконалено систему податків, нові фони, детально відповідні світогляду цивілізацій. Людям було надано характеристик «адаптивні», «мандрівники», «марнотратні» замість «швидке навчання», «мандрівники». Сила ворожих флотів у часи криз стала залежати від розмірів галактики. До переліку типів істот додалися створіння з колективним розумом. |
| 1.7 Bradbury    | Рея Бредбері            | 15 червня 2017    | Вдосконалено багатокористувацький баланс Stellaris та виправило деякі помилки попередніх версій. |
| 1.8 Čapek       | Карела Чапека           | 21 вересня 2017   | Додалася можливість конструювати роботів різних модифікацій. Вигляд роботів став різноманітнішим, крім того унікальні портрети отримали підвиди, що відрізняються від панівного в державі. Було внесено стародавніх синтетичних істот, нащадків зниклих імперій. Кількість придатних для життя планет зменшилася. |
| 1.9 Boulle      | П'єра Буля              | 7 грудня 2017     | Виправлено помилки попередніх версій. |
| 2.0 Cherryh     | Керолайн Черрі          | 22 лютого 2018    | У базовій версії гри відбулися значні зміни: запроваджено новий інтерфейс керування флотами, кожен адмірал отримав обмеження на розмір флоту; скасовано вибір технології надсвітлових польотів на початку гри (початковою технологією стали польоти вздовж гіпертунелів між зорями), з'явилися природні червоточини; туманності стало неможливо сканувати з-поза їх меж; технології поділено на 5 рівнів; запроваджено зоряні бази, що поєднують функції форпостів і космопортів із раніших версій, їх можна розбудовувати модулями; оборонні армії відтоді створюються автоматично. Також доповнення додало організованіших космічних піратів. |
| 2.1 Niven       | Ларрі Нівена            | 22 травня 2018    | Додано подвійні та потрійні зоряні системи, нові типи зір. Було впроваджено технології реактивації давніх брам і будівництва власних, що на відміну від таких з доповнення, переносять тільки в межах галактики. Вони діють подібно до червоточин, але ведуть до будь-якої іншої подібної брами у володіннях гравця та не можуть бути використані ворогами. Дослідження аномалії не може «провалитися», але час дослідження став залежати від різниці між рівнем аномалії та вченого-дослідника. Родовища стратегічних ресурсів стали видимими одразу після виявлення, але для добування, як і раніше, потрібно вивчити відповідні технології. |
| 2.2 Le Guin     | Урсули Ле Гуїн          | 6 грудня 2018     | Вдосконалення розвитку планет і економіки. Систему комірок на планетах було замінено на райони, споруди й професії. Що більше населення планети, то більше можна розбудувати районів, звести унікальних споруд. Загальне населення стало поділятись на соціальні класи, що мають різні потреби. На зростання населення почав впливати його статус у державі. Було додано новий ресурс — сплави. З'явився ринок, де можна обмінювати одні ресурси на інші. Було впроваджено торгові шляхи та способи їх охорони. Збагатився набір указів, подій, квестів, стратегічних ресурсів тощо. Також було перероблено інтерфейс, додано нову музику, голоси коментаторів подій. |
| 2.3 Wolfe       | Джина Вулфа             | 4 червня 2019     | Розширено набір археологічних подій та завдань, вдосконалило автоматичне управління секторами й планетами. Космічні станції почали отримувати різні бонуси від планет, біля яких розташовані, а світи-кільця отримали нові спеціалізовані квартали. Із цим оновленням гра стала суто 64-бітною. |
| 2.4 Lee         |                         | 24 жовтня 2019    | Гра отримала новий лончер, додано хмарні оновлення для версій, поширюваних через GoG і Paradoxplaza, оновлено візуальні ефекти та виправлено помилки. |
| 2.5 Shelley     | Мері Шеллі              |                   | Виправлено помилки, оптимізовано керування. |
| 2.6 Verne       | Жуля Верна              | 17 березня 2020   | Додано вибір походження цивілізації на початку гри, що визначає її схильності та випадкові події. Було впроваджено послів для стосунків із віддаленими державами та вдосконалено управлінські аспекти. Членство в федераціях стало приносити поступові вдосконалення державі. |
| 2.7 Wells       | Герберта Велза          | 12 травня 2020    | Патч вийшов до 4-ї річниці виходу гри. У ньому було додано нову музику та звуки, більше подій, пов'язаних із космічними істотами й піратами. Встановлено обмеження на кількість одночасно діючих указів і додано нові політичні рішення, а також виправлено баланс і додано більше параметрів для моддингу. |
| 2.8 Butler      | Октавії Батлер          | 29 жовтня 2020    | Додано нові риси лідерам, збільшив кількість маршрутів між системами та розширив функції DirectX11 (активуються через окрему консольну команду). Також було поліпшено баланс, виправлено помилки та розширено можливості для моддингу. |
| 3.0 Dick        | Філіпа Діка             | 15 квітня 2021    | Розширено ігровий процес можливістю розвідки за допомогою шпигунів. Перший контакт з іншими цивілізаціями стало можливо здійснювати за різними сценаріями з використанням послів. Крім того було змінено ефект від деяких споруд. |
| 3.1 Lem         | Станіслава Лема         | 14 вересня 2021   | Оновлення розроблялося командою «Custodians», метою якої є розширювати вже наявний вміст гри та її доповнень. «Лем» додало три нові традиції (дві з них потребують DLC), додаткові портрети й риси для плантоїдів (зокрема фототрофність, що дозволяє споживати енергію замість їжі), а також походження та риси для гуманоїдів і некроїдів. Низку наявних рис було поглиблено. |
| 3.2 Herbert     | Френка Герберта         | 23 листопада 2021 | Додано рису «помпезні пуристи», що забороняє приймати дипломатичні пропозиції, але дозволяє подавати їх іншим, маючи при цьому бонуси (риса вимагає наявності DLC «Humanoids Species»). Було додано події з тераформінгу, нові аномалії та розширено дослідження старих. ШІ вдосконалив управління інфраструктурою. Крім того було виправлено помилки та оснащено гру новим оглядачем зорельотів. |
| 3.3 Libra       | за сузір'ям Терезів     | 23 лютого 2022    | Суттєво оптимізовано гру. Імперії позбулися можливостей пом'якшити штрафи за своє зростання, єдність стала генеруватися фахівцями, прибрали максимальну кількість одночасних указів, натомість вони отримали щомісячне утримання. Найм лідерів став відбуватися за єдність замість енергії. Деякі дії, що потребували впливу, переведено на витрату єдності. Флоти стали генерувати вплив відповідно до їх розміру відносно імперії. Було запроваджено систему «вознесіння» планет: після розблокування 3-х бонусів «вознесіння» пропонується за єдність вдосконалити кожну планету, що збільшує надходження ресурсів від неї максимум до 250%. |
| 3.4 Cepheus     | за однойменним сузір'ям | 5 травня 2022     | Розширено гру системою ситуацій — стану держави, що залежить від кількості ресурсів або готовності якогось проєкту. Кожна ситуація має декілька стадій з різними ефектами і може мати різні підсумкові результати. Економіка отримала загрозу дефіциту, що збільшує негативні ефекти в міру вичерпання якогось ресурсу. Коли ресурс закінчується, настає дефолт, будівлі, що його використовують, втрачають ефекти від своїх удосконалень, а побудова нових дорожчає. Васалітет доповнився обранням умов залежності. На планетах стало можливо будувати холдинги, що накопичують ресурси для васалів і сюзеренів. Відтоді сюзерен, який звільнив васала, зберігає дані розвідки про нього, а васал поділяє спільне походження із сюзереном. Штучний інтелект став менш схильний дробити свої флоти та більше схильний співпрацювати в боротьбі проти криз. |
| 3.5 Fornax      | за сузір'ям Печі        | 15 вересня 2022   | Урізноманітнено налаштування складності, щоб робити гру простішою або складнішою, зокрема, із кількома кризами в одній грі. Було додано нові завдання, повернено працівників культури, що генерують єдність. Реліквії отримали більше пасивних і активних ефектів. В інтерфейсі з'явилося більше позначок, пов'язаних із будівництвами та вдосконаленням споруд. Покращилася продуктивність гри. |
| 3.6 Orion       | за сузір'ям Оріона      | 29 листопада 2022 | Додано нові форми галактик; некроїди отримали нові риси, що надають у підпорядкування реанімовану фауну. Змінилася поведінка космічних кораблів і полегшився відступ цивільних суден. Кожен клас кораблів отримав свій набір ролей, які може відігравати на полі бою. «Вознесіння» стало потребувати завершення спеціального проєкту на своїх етапах. Крім того розширено набір споруд, реліквій та типів імперій, а також удосконалено перетворення тексту в голос у грі. |
| 3.7 Canis Minor | за однойменним сузір'ям | 9 березня 2023    | Оновлення археології та примітивних цивілізацій. Вартість дій, які потребують малих артефактів, зросла, натомість місця розкопок стали постійно давати малі артефакти. Стало можливим досліджувати унікальні стародавні технології в місцях розкопок (потребує наявності доповнення «Ancient Relics»). Додалися нові варіанти стосунків із примітивними цивілізаціями. Інопланетні зоопарки стали доступні для побудови будь-де (раніше екзотичні тварини були унікальним ресурсом деяких планет). Імперії машин стали менш схильними ставати чужими васалами. |
| 3.8 Gemini      | за однойменним сузір'ям | 9 травня 2023     | Додано кооперативні режими гри, державну раду, опцію створення стартового правителя, можливість створення штурмових армій на зоряних базах, збільшилася шкода від орбітальних бомбардувань. В інтерфейсі з'явилася можливість налаштовувати, які пункти будуть наявні в меню та панелях. Менеджер флотів і дизайнер кораблів було об'єднано, а крім того додано детальніші налаштування для автоматизації досліджень науковими кораблями. Об'єкти Сонячної системи отримали унікальні текстури, що відповідають реальним. Столиці стало можливим спеціалізувати у певній галузі. |
| 3.9 Caelum      | за однойменним сузір'ям | 12 вересня 2023   | Перероблено набір досвіду лідерами, автоматизацію розвитку секторів і вдосконалило продуктивність гри в цілому. Розширилися можливості, надані доповненнями. |
| 3.10 Pyxis      | за однойменним сузір'ям | 16 листопада 2023 | Змінено управління лідерами. Лідерів було розділено на три категорії, кожна зі своїм лімітом, і запроваджено легітимність уряду, що впливає на швидкість ухвалення ним рішень. Усі типи лідерів відтоді можуть керувати планетами, а відсутність лідерів у певній галузі накладає штрафи. Змінено інтерфейс користувача. |
| 3.11 Eridanus   | за однойменним сузір'ям | 22 лютого 2024    | Дозволено налаштовувати вартість дослідження технологій і традицій перед стартом гри, вдосконалено поведінку ШІ, додано інформативності про події та покращено оформлення кімнат представників інших імперій. |
| 4.0 Phoenix     | за однойменним сузір'ям | 7 травня 2025     | Однакове населення групується, щоб зменшити кількість обчислень. Скасовано торгівельні шляхи, замість них торгівля стала ресурсом, який можна використовувати та накопичувати. Міські райони змогли обрати по дві спеціалізації. Додано нові портрети. |

### Доповнення
| Назва                 | Дата виходу       | Опис |
| --------------------- | ----------------- | --- |
| Plantoids             | 4 серпня 2016     | Додано новий тип істот — рослиноподібних (плантоїдів). Ці створіння отримали крім портретів також свій дизайн кораблів і архітектуру, як мали всі інші типи. |
| Leviathans            | 21 жовтня 2016    | Додано нові пригоди в галактиці. Зокрема, Стражів — охоронців загадкових скарбів, анклави торговців і війни «Полеглих імперій» між собою. Воно стало доступним для завантаження 21 жовтня 2016. |
| Horizon Signal        | 6 грудня 2016     | Невелике безкоштовне грудневе доповнення до версії 1.4 «Horizon Signal», створене за участю письменника Алексиса Кеннеді, внесло нове завдання. У ньому гравець отримує загадковий сигнал з чорної діри й має дослідити її таємниці. |
| Utopia                | 6 квітня 2017     | Це доповнення дозволяє будувати астроінженерні споруди, космічні поселення, якщо досягнуто високого рівня розвитку технологій та етики. Впроваджує систему очок єдності, які дають бонуси до розширення володінь, окремі права для кожного виду істот у державі гравця та традиції. Використання ресурсів у державі стало спільним, наприклад, окремі неродючі планети більше не потерпають від голоду, якщо на інших планетах є надлишок їжі. Розвинена цивілізація може здійснити «вознесіння» шляхом вдосконалення своєї природи: розвиватися біологічно, технологічно чи соціально. |
| Synthetic Dawn        | 21 вересня 2017   | Це доповнення дозволяє грати за цивілізації роботів, у тому числі за ворожі до органічного життя. Такі істоти не потребують їжі, натомість більше залежні від енергії, та не можуть тримати в державі органічне населення. Їм доступна здатність перетворювати планети на цілком забудовані «машинні світи». |
| Humanoids Species     | 7 грудня 2017     | Додано нові портрети істот, моделі кораблів, голоси озвучення подій та музику. |
| Apocalypse            | 22 лютого 2018    | Доповнення присвячене будівництву надпотужної космічної зброї, а саме установок для руйнування планет або масового впливу на їх населення, надвеликих військових кораблів «Колосів» і засобів оборони проти них. У галактиці з'явилися імперії, що можуть формувати орду та тероризувати інші цивілізації. |
| Distant Stars         | 22 травня 2018    | Доповнення присвячено дослідженням нових аномалій. Зокрема в ньому додано мережу прадавніх брам, які відкривають шлях до зір за межами галактики. У боротьбі за доступ до цих брам цивілізаціям належить дізнатися, що там перебуває й чому його було приховано. |
| MegaCorp              | 6 грудня 2018     | Додано новий тип організації цивілізацій — мегакорпорацію, що може поєднувати недоступні іншим риси та отримувати більше вигоди з торгівлі. Стало можливим перетворювати планети на надзвичайно продуктивні та густонаселені екуменополіси (або світи-вулики для істот з колективним розумом). У галактиці з'явились каравани мандрівних торговців, прибуття яких надає планетам бонуси. Додався ринок рабів. Було розширено набір перків «вознесіння» та астроінженерні структури. Ксенофільні раси отримали здатність вивчати схрещування з іншими расами й отримувати від них гібридів. |
| Ancient Relics        | 4 червня 2019     | Розширило археологічний аспект гри. Воно додало більше завдань і подій, пов'язаних із пошуком слідів давніх цивілізацій. Зокрема з цивілізаціями, котрі раніше правили галактикою, і спадок яких може суттєво посилити державу гравця. Космічні держави отримали змогу користуватися артефактами, що дають суттєві бонуси в різних сферах життя. Артефакти при цьому можуть як бути знайдені, так і виготовлені, та складаються до колекції, звідки не можуть бути забрані іншими державами. Однак, лише один артефакт може бути активним. Було впроваджено новий ресурс — малі артефакти, які можна витрачати для отримання бонусів або для торгівлі. З'явився новий тип планет — Релікварні світи, що є закинутими екуменополісами та особливо багаті на стародавні реліквії. |
| Lithoids Species Pack | 24 жовтня 2019    | Додано новий тип істот — каменеподібних літоїдів із відповідними портретами, кораблями, спорудами та озвученням. |
| Federations           | 17 березня 2020   | Членство в федерації зокрема надає вагомі бонуси і всі типи федерації (торговельна, військова тощо) рівноправні за значенням. Її учасники можуть голосувати за спільні рішення. Головування в федерації визначається різними способами: від економічної переваги до поєдинку представників. Крім того, держави можуть бути представлені в галактичному сенаті й приймати спільні закони. Також було додано нові астроінженерні споруди, зокрема мобільні космічні станції, що існують в єдиному екземплярі й здатні конструювати кораблі та надавати вогневу підтримку, та мегаверфі, що будують до 30 кораблів одночасно. |
| Necroids Species Pack | 29 жовтня 2020    | Додано тип істот — некроїдів з відповідними портретами, кораблями, спорудами та озвученням. Некроїди — це оживлені мерці, що можуть приносити в жертву живе населення задля отримання бонусів, поповнювати ними армії та укріплювати стабільність будівництвом меморіалів. |
| Nemesis               | 15 квітня 2021    | Розширено ігровий процес шпигунськими місіями, завдяки яким цивілізації можуть не тільки розвідувати інформацію про сусідів, а й викрадати технології чи вчиняти саботаж. Але головним нововведенням стало те, що цивілізації отримали змогу стати кризою для галактики, для чого повинні вчиняти протиправні дії, відкриваючи нові можливості, та врешті отримати доступ до установки, що перетворює зорі на чорні діри. Збираючи з чорних дір темну матерію, цивілізація повинна завершити спеціальний проєкт для переходу в іншу форму існування, внаслідок чого всі зорі в галактиці вибухнуть. З іншого боку, одна з цивілізацій може стати захисницею галактики, отримуючи в міру розвитку засоби для протистояння кризі.                                                 |
| Aquatics Species Pack | 23 листопада 2021 | Додало водних істот із відповідними механіками, портретами, кораблями, спорудами та озвученням. Водні істоти отримують бонуси на вкритих водою планетах і можуть затоплювати інші планети (за наявності доповнення «Apocalypse» та розблокування відповідної зброї для «Колосів»). |
| Overlord              | 12 травня 2022    | Доповнення зосереджене на вдосконаленні політики. Сюзерени змогли обирати ролі своїх васалів. У галактиці з'явилися незалежні спеціалізовані анклави, з якими пропонується укладати угоди чи підкорювати їх силоміць. Додалося 5 нових походжень цивілізації, з-поміж них у ролі васала іншої імперії, та додаткові космічні споруди. |
| Toxoids               | 15 вересня 2022   | Додано тип істот — токсоїдів, чия біологія пов'язана з отрутами, з відповідними механіками, портретами, кораблями, спорудами та озвученням. З-поміж доступних переваг є те, що токсоїди здатні жити в негостинних для більшості інших істот умовах, швидко розмножуватися чи прискорено збирати брухт. Водночас діяльність токсоїдів може виявитися небезпечною для них самих. |
| First Contact         | 14 березня 2023   | Доповнення розвиває можливості, пов'язані з першим контактом цивілізацій. Додано нові походження, додаткові взаємодії з докосмічними цивілізаціями різного рівня розвитку, і технологію маскування космічних кораблів разом із засобами протидії їй. |
| Galactic Paragons     | 5 травня 2023     | Доповнення спеціалізоване на різноманітних лідерах. Воно розширює ролі в державній раді, дозволяє керувати розвитком підконтрольних лідерів і залучати на свій бік героїв, з якими пов'язані унікальні завдання та механіки. Було додано нове походження, риси держав і лідерів, кораблі та завдання. |
| Astral Planes         | 16 листопада 2023 | Додано новий тип аномалій — «астральні розломи», в яких пропонується досліджувати інші реальності. Для цього потрібно освоювати нові ресурси та технології. В розломах відбуваються події з різними фіналами, трапляються реліквії та інші винагороди. З «астральними розломами» пов'язані додаткові стартові умови, які обираються на початку гри. |
| The Machine Age       | 7 травня 2024     | Доповнення зосереджене на машинних цивілізаціях, які отримали більше індивідуальних рис. З'явилися додаткові портрети, зокрема поступово кіборгізованих істот, два нових типи кораблів і нові походження. Додає також нову кризу, повернення Синтетичної Королеви; і можливість бути кризою для галактики за допомогою машини, що споживає населення задля створення нової реальності. |
| Cosmic Storms         | 10 вересня 2024   | Урізноманітнює ігровий процес космічною погодою, що має різні ефекти; прогнози погоди; нові технології та риси цивілізацій. |
| BioGenesis            | 7 травня 2025     | Дозволяє грати за цивілізації з органічними технологіями, включаючи космічні кораблі, та вирощувати й модифікувати велетенських космічних істот, які здатні замінити цілий флот. Було додано нову оборонну мегаструктуру — цитадель глибокого космосу. Портрети істот можуть змінюватися, залежно від соціального становища та рівня розвитку лідера. Також додано нові походження, технології та риси цивілізацій, додаткові форми уряду. |

## Оцінки й відгуки
| Агрегатор  | Оцінка                              |
| ---------- | ----------------------------------- |
| Metacritic | PC: 78/100 PS4: 77/100 XONE: 81/100 |

| Видання                 | Оцінка      |
| ----------------------- | ----------- |
| Computer Games Magazine | 7.5/10      |
| Destructoid             | 9/10        |
| Eurogamer               | Recommended |
| Game Informer           | 8.25/10     |
| GameSpot                | 7/10        |
| IGN                     | 6.3/10      |
| PC Gamer (США)          | 70/100      |
| PCGamesN                | 9/10        |
| Polygon                 | 7.5/10      |

Stellaris зібрала здебільшого схвальні відгуки, отримавши на агрегаторі Metacritic 78 балів зі 100 від критиків і 8,8/10 від гравців. За першу добу було продано 200 000 копій гри, максимум одночасних гравців склав 68 000 осіб. Цим Stellaris встановила рекорд серед ігор Paradox, випередивши успіх її попереднього творіння Cities: Skylines. У лютому 2018 продажі склали 1,5 млн копій, а до березня 2020 року досягнули 3 млн.
Найвище гру оцінили в IGN Italia, давши 92 бали зі 100. Відзначалося багато нововведень для жанру глобальної стратегії, доречний відхід від історичної тематики та багаті можливості до створення власної науково-фантастичної історії в рамках гри. Виділялося й те, що навіть після багатьох годин гра не дає засидітися, підкидаючи кризи, в яких можна втратити все здобуте. Разом з тим зауважувалося, що гра має пасивний ШІ, проблемний баланс і надто велику масштабність. Та в підсумку базова версія Stellaris слугує лише фундаментом для DLC та модифікацій, які утримуватимуть авдиторію ще довгі роки.
PC World дали Stellaris 80/100, похваливши її зрозумілість для новачків, розвиток ідеї попередніх ігор Paradox, але розкритикувавши відсутність гнучкості у стратегії в деяких ситуаціях та повільність гри в середині партії, коли бракує випадкових подій та аномалій для досліджень. «Після того, як ви дасте назви місцям, коли величезний вакуум галактики заповниться штучними кордонами і гра збідниться на сюрпризи, стає дещо спокусливо просто стерти аркуш і почати все спочатку». Згідно з вердиктом, «Звільнена від ланцюгів історії Paradox створила дещо креативне, сміливе та надихаюче, те, що висвітлює наскільки великий і непізнаний космос і наскільки крихітне наше місце в ньому».
3DNews назвали цю гру непередбачуваною, цікавою та придатною для багаторазового проходження. Відзначалися глибокі можливості налаштування цивілізацій, зручний інтерфейс і підтримка користувацьких модифікацій. Негативні відгуки отримали музичний супровід, відсутність очевидної для гравця системи розвитку технологій і періодичні гальмування гри в битвах.

## Пов'язані ігри
- Ghost Signal: A Stellaris Game — гра з підтримкою шоломів віртуальної реальності, видана 5 жовтня 2023 року[88].
- Star Trek: Infinite — глобальна стратегія за мотивами «Зоряного шляху», видана 12 жовтня 2023 року[89][90].
- Stellaris Nexus — анонсована покрокова глобальна стратегія, розрахована на короткі (близько 1 год.) партії за участю 6-и гравців[91][92].